# 峨嵋路
峨嵋路是上海市虹口区的一条街道，南北走向。峨嵋路南起天潼路，北至海宁路。全长814米，宽8.0～15.0米，车行道宽6.0～10.0米。

## 历史
峨嵋路在20世纪初由工部局填浜而成，以英国商人名命名密勒路(Miller Road)。工部局在虹口先后修筑了文监师路、汉璧礼路、密勒路（今塘沽路、汉阳路、峨嵋路），这三条路相交碰巧形成了一块，近10亩的三角之地，“三角地”这个地名由此而来。
20世纪20年代，日侨集居于峨眉路，开设了许多日本商店出售日本商品。包括虹口区的虹口文路、吴淞路、南浔路、汉壁礼路（今汉阳路）、闵行路、昆山路等地区地区被称为“日本人的街”，在那里生活的日侨居民被一般民众称为“土著派”。
1943年以四川峨嵋山改名峨嵋路，一直沿用至今。当时沿路多为住宅、工厂。
1999年，配合峨嵋路修路工程，取缔无证占路设摊点，建成峨嵋路室内市场。

## 沿线设施
- 北虹高级中学
- 顺风大酒店（北外滩店）

## 交会道路（南向北）
- 天潼路
- 武昌路
- 闵行路
- 塘沽路
- 汉阳路
- 余杭路
- 茂林路
- 海宁路